# جمع اضداد محال است (فیلم ۱۹۳۱)
جمع اضداد محال است (انگلیسی: Never the Twain Shall Meet) یک فیلم درام آمریکایی است که در سال ۱۹۳۱ منتشر شد. این فیلم بازسازی یک فیلم قدیمی‌تر به همین نام بود.

## گزیدهٔ بازیگران
- لسلی هاوارد
- کنچیتا مونته‌نگرو
- سی اوبری اسمیت
- کارن مورلی
- میچل لوئیس
- هیل همیلتون
- کلاید کوک
- جون استندینگ
- یولالی جنسن